# Тушув
Тушув (пол. Tuszów) — село в Польщі, у гміні Яблонна Люблінського повіту Люблінського воєводства.
Населення — 516 осіб (2011).

## Демографія
Демографічна структура станом на 31 березня 2011 року:
|          | Загалом | Допрацездатний вік | Працездатний вік | Постпрацездатний вік |
| -------- | ------- | ------------------ | ---------------- | -------------------- |
| Чоловіки | 265     | 60                 | 178              | 27                   |
| Жінки    | 251     | 36                 | 155              | 60                   |
| Разом    | 516     | 96                 | 333              | 87                   |